# Cisalhamento simples
Em mecânica de fluidos, cisalhamento simples é um caso especial de deformação elástica onde somente um componente da velocidade tem um valor não nulo.
{\displaystyle \ V_{x}=f(x,y)}
{\displaystyle \ V_{y}=V_{z}=0}